# 外澳海水浴場
外澳海水浴場，日治時期創設的海水浴場，位於台灣宜蘭郡頭圍庄（今宜蘭縣頭城鎮）外澳，與烏石漁港北堤相鄰。

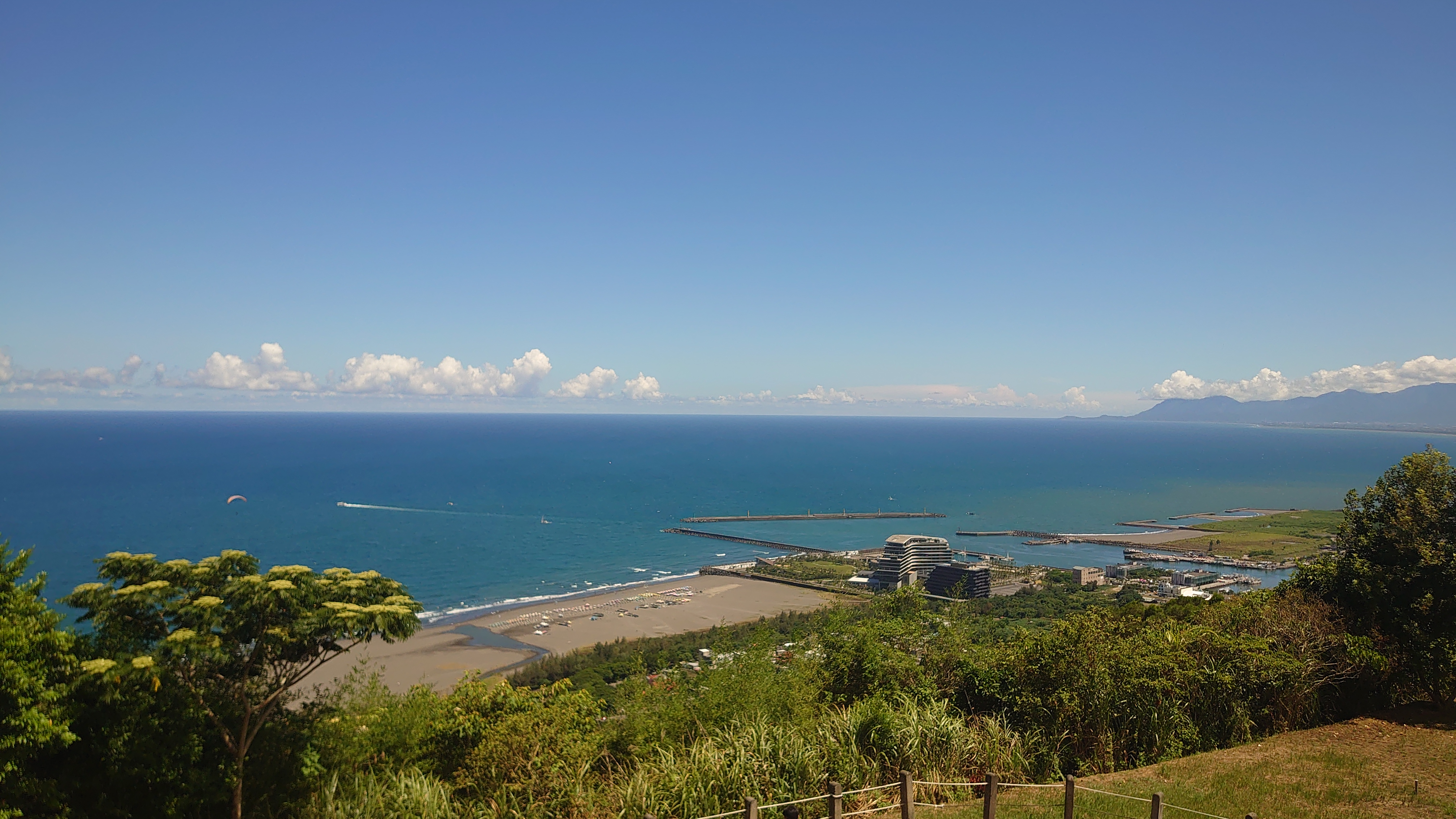
烏石漁港及外澳沙灘

1923年6月創設，1937年設備有：木麻黃林、兒童遊戲場、官營休憩所（大人十錢、兒童三錢）、民營宿泊休憩所（含塩湯、食堂）。
2008年8月設立「外澳濱海遊憩區」（外澳服務區），此地交通接駁方式可乘火車至外澳車站後再往南步行約800公尺前往。

## 周邊
- 台2線
- 港澳溪
- 武當祖廟台灣第一行宮外澳接天宮